# 괴산로
괴산로(Goesan-ro)는 충청북도 괴산군 청천면 사담리 용화교 북단 경상북도 상주시 경계와 괴산읍 대사리 대사삼거리를 잇는 충청북도의 도로이다. 중간에 청주시 상당구 미원면을 경유한다.

## 연혁
- 2009년 7월 10일 : 2개 이상 시·도에 걸쳐 있는 도로로 괴산로를 고시[1]

## 주요 경유지
충청북도
- 괴산군 청천면 - 청주시 상당구 미원면 - 괴산군 (청안면 · 청천면 · 문광면 · 괴산읍)

## 노선
| 이름                        | 접속 노선                                              | 소재지                                                       | 소재지                                              | 비고                         |
| 속리산로와 직결             | 속리산로와 직결                                        | 속리산로와 직결                                              | 속리산로와 직결                                     | 속리산로와 직결              |
| --------------------------- | ------------------------------------------------------ | ------------------------------------------------------------ | --------------------------------------------------- | ---------------------------- |
| 신월교                      | 괴산로신월3길                                          | 괴산군                                                       | 청천면                                              | 국도 제37호선 구간           |
| 강평교                      | 괴산로새민이길                                         | 괴산군                                                       | 청천면                                              | 국도 제37호선 구간           |
| 후평교                      |                                                        | 괴산군                                                       | 청천면                                              | 국도 제37호선 구간           |
| 후평삼거리                  | 후평도원로                                             | 괴산군                                                       | 청천면                                              | 국도 제37호선 구간           |
| 청천삼거리                  | 지방도 제575호선 (금관로)                              | 괴산군                                                       | 청천면                                              | 국도 제37호선 구간           |
| 청천사거리                  | 국도 제37호선 국가지원지방도 제32호선 (화양로) 청천2길 | 괴산군                                                       | 청천면                                              | 국도 제37호선 구간           |
| 청천사거리                  | 국도 제37호선 국가지원지방도 제32호선 (화양로) 청천2길 | 괴산군                                                       | 청천면                                              | 국가지원지방도 제32호선 구간 |
| 청천버스터미널 청천면사무소 |                                                        | 괴산군                                                       | 청천면                                              |                              |
| 청천파출소                  | 청천8길 청천9길                                        | 괴산군                                                       | 청천면                                              |                              |
| 구방삼거리                  | 국도 제19호선 국가지원지방도 제32호선 (단재로)         | 청주시                                                       | 상당구 미원면                                       |                              |
| 구방삼거리                  | 국도 제19호선 국가지원지방도 제32호선 (단재로)         | 청주시                                                       | 상당구 미원면                                       | 국도 제19호선 구간           |
| 거리고개                    |                                                        |                                                              |                                                     |                              |
| 괴산군                      | 청안면                                                 |                                                              |                                                     |                              |
| 괴산군                      | 청안면                                                 | 부흥사거리                                                   | 국도 제37호선 (금평로) 지방도 제592호선 (질마로)    | 국도 제19, 37호선 구간       |
| 괴산군                      | 청안면                                                 | 부흥교                                                       |                                                     | 국도 제19, 37호선 구간       |
| 괴산군                      | 청천면                                                 |                                                              |                                                     | 국도 제19, 37호선 구간       |
| 괴산군                      | 부성교                                                 |                                                              |                                                     | 국도 제19, 37호선 구간       |
| 괴산군                      | 지경삼거리                                             | 지방도 제533호선 (도경로)                                    | 국도 제19, 37호선 구간 지방도 제533호선 구간        |                              |
| 괴산군                      | 지경2삼거리                                            | 지방도 제533호선 (장암로)                                    | 국도 제19, 37호선 구간 지방도 제533호선 구간        |                              |
| 괴산군                      | 지경2삼거리                                            | 지방도 제533호선 (장암로)                                    | 국도 제19, 37호선 구간 지방도 제533호선 구간        | 문광면                       |
| 괴산군                      | 문광터널                                               |                                                              | 국도 제19, 37호선 구간 연장 585m                    |                              |
| 괴산군                      | 문광삼거리                                             | 국가지원지방도 제49호선 (송문로)                             | 국도 제19, 37호선 구간 국가지원지방도 제49호선 구간 |                              |
| 괴산군                      | 광덕교                                                 |                                                              | 국도 제19, 37호선 구간 국가지원지방도 제49호선 구간 |                              |
| 괴산군                      | 광덕삼거리                                             | 광덕길                                                       | 국도 제19, 37호선 구간 국가지원지방도 제49호선 구간 |                              |
| 괴산군                      | 문광교                                                 |                                                              | 국도 제19, 37호선 구간 국가지원지방도 제49호선 구간 |                              |
| 괴산군                      | 괴산읍                                                 |                                                              | 국도 제19, 37호선 구간 국가지원지방도 제49호선 구간 |                              |
| 괴산군                      | 대사삼거리                                             | 국도 제19호선 국도 제37호선 국가지원지방도 제49호선 (읍내로) | 국도 제19, 37호선 구간 국가지원지방도 제49호선 구간 |                              |

## 주요 건물 및 시설
- 괴산군환경문화전시장 (충청북도 괴산군 청천면 괴산로 1248)
- 청천버스터미널 (충청북도 괴산군 청천면 괴산로 1333-1)
- 청천면행정복지센터 (충청북도 괴산군 청천면 괴산로 1342-1)
- 괴산청천농협하나로마트 (충청북도 괴산군 청천면 괴산로 1349)
- 청천우체국 (충청북도 괴산군 청천면 괴산로 1351)
- 청천파출소 (충청북도 괴산군 청천면 괴산로 1357)
- 창리마을회관 (충청북도 괴산군 청천면 괴산로 1380)
- 부흥119지역대 (충청북도 괴산군 청안면 괴산로 2121-10)
- 지경보건진료소 (충청북도 괴산군 청천면 괴산로 2567)
- 괴산청결고춧가루공장 (충청북도 괴산군 문광면 괴산로 3204)
- 문광초등학교 (충청북도 괴산군 문광면 괴산로 3446)
- 괴산중학교 (충청북도 괴산군 괴산읍 괴산로 3527)